# スペース・ローンチ・システム
スペース・ローンチ・システム（英語: Space Launch System, SLS）とは、アメリカ航空宇宙局 (NASA) により開発・運用されている、スペースシャトルから派生した大型打ち上げロケットである。これは取り消されたコンステレーション計画に続くもので、また退役したスペースシャトルを代替するものである。
SLSは、小惑星やラグランジュ点、また月と火星のように、地球近傍が対象となる目的地へ宇宙飛行士と装置を輸送するものである。もし必要であれば、SLSは国際宇宙ステーション (ISS) への旅行の助けとなる可能性がある。またSLS計画は、多目的有人機を配備するNASAのオリオン計画と統合・両者を利用するアルテミス計画では、月軌道プラットフォームゲートウェイ建設に利用される。SLSは、打ち上げの施設および地上での操作に際して、フロリダに設けられたNASAのケネディ宇宙センターを使用するものとされている。

## 設計と開発

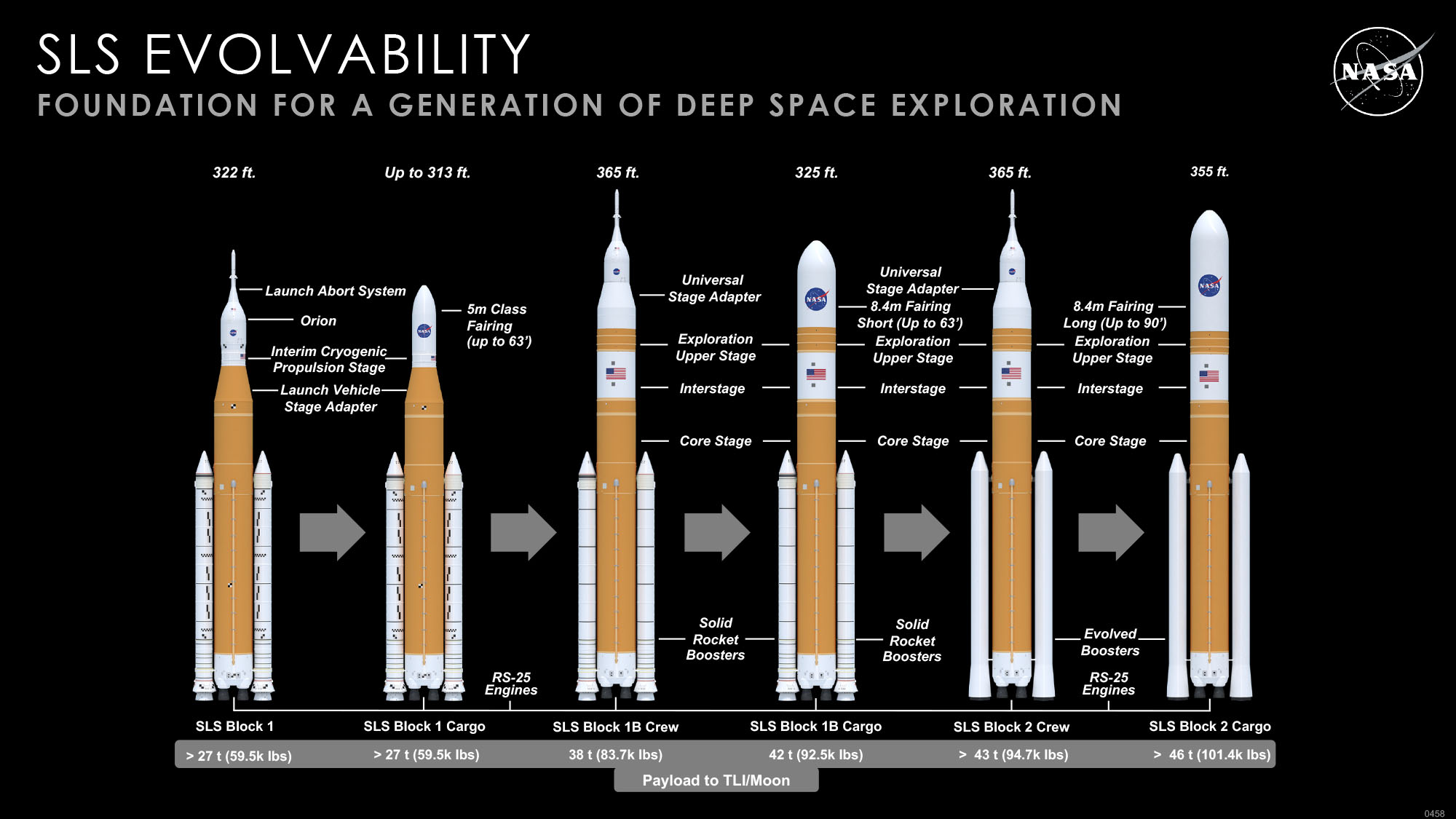
スペース・ローンチ・システムでは、変容していく派生型を計画した

2010年NASA認可法案では、アレスIとアレスV型の機体設計を、有人用と貨物用とに使用できる単一の打ち上げ機へ変容させることを想定していた。これは時が過ぎるにつれてより強力なものへとアップグレードされることになっている。この時点での計画は以下の通りであった。上段部分を除去した第1段部分の当初の能力は、70t（ブロック0形態。SSME派生型第1段エンジン3機および部分的に燃料を充填された第1段部分）から100t（ブロックI形態。エンジン4機および完全に燃料を充填された第1段部分）を地球の低軌道（LEO）に送り込み、低軌道より彼方への任務に備えるものとなる。地球離脱ステージを上段に搭載し、5基にエンジンを増加した場合の打ち上げ能力の総量は130tに達しており、これは今までに作られた中でも最も強力なロケットになる。
2011年9月14日、NASAは新規打ち上げシステム用に選ばれた設計案を公表し、これは当局の宇宙飛行士を、従来に増して宇宙の遠い場所へ運ぶことができ、また将来におけるアメリカ人の宇宙探査活動のための基礎を提供すると明言した。この発表以来、打ち上げ機には3つの型式が出現した。ブロック0を省いたブロックI、IA、そしてIIである。各形態には異なる第1段、ブースター、そして第2段が利用される。少数の機器にはスペースシャトルで開発された装置が直接受け継がれており、また他のものはSLS用として特別に開発された。後期の型式では5機のRS-25Eエンジンと強化されたブースターを採用し、また直径8.4mの第2段ステージには3機のJ-2Xエンジンが用いられた。5m級のフェアリングは10mもしくはそれ以上の長さを持ち、深宇宙任務のための重量級搭載物を収容できると考えられている。最初のブロックIの2段型では70,000kgから77,000kgの打ち上げ能力を有し、また提案にあるブロックIIの最後期型は、サターンV型ロケットの原型機と同様の打ち上げ能力および全高を持つ。2011年11月、NASAは風洞試験のための5種のロケット形態を選出し、3種の低軌道級を描いた。70t、95t、そして140t級である。
2011年5月24日、NASAはコンステレーション計画で行われていたオリオン宇宙船の開発が、多目的有人機（Multi-Purpose Crew Vehicle、MPCV）として続行されると公表した。
2012年には105t級の能力のブロックIAの代案として、第1段のエンジン基数とブースターの変更を伴わないブロックIBが提案され、その後採用されている。

### 第1段
SLSの第1段はすべての機体形態で共通のものであり、基本的には改修されたスペースシャトル外部燃料タンクの後方区画にロケット主推進システム（MPS）を収容して構成している。また頂部は段と段の間の構造物を受け入れるために換装される。この段では使用される形態に従い、様々な数と型式のRS-25エンジンが利用される。
ブロック0
第1段に延長が施されず3機のRS-25Dエンジンを搭載する型式が当初計画された。
ブロックI
延長された第1段に4機のRS-25Dエンジンを搭載する。
ブロックIB
延長された第1段に4機のRS-25D/Eエンジンを搭載する。
ブロックIAおよびII
延長された第1段に5機のRS-25Eエンジンを搭載する。

### ブースター
第1段に搭載されたエンジンが発生する出力に加えて、第1段ロケットで飛行する最初の2分間のために、2基のブースターロケットが第1段ロケットの両側面へ追加装備される。初期の形態（ブロック0とI）のSLSでは4セグメントから5セグメントに改修されたスペースシャトル固体燃料補助ロケット（SRB）を使用する。これらのブースターは回収されるものではなく、飛行軌道に沿って大西洋に沈むものとされている。ブロックIAおよびブロックII形態用のブースターは改良されたブースターの中から選ばれ、さらにアップグレードされたブースターが用いられる。このブースターは固体燃料または液体燃料タイプのものになる可能性がある。
スペースシャトル用のSRBを製造しているATK社は、ブロック0およびIで使用されるであろう5段式のブースターの、フルスケールかつ全行程の静的試験3件を終了した。モーターの開発（DM-1）は2009年9月10日の試験に成功した。DM-2は2010年8月31日、DM-3は2011年9月8日であった。DM-2用のモーターは中心温度が華氏40度（摂氏4度）に冷却され、DM-3用のモーターは華氏90度以上（摂氏32度以上）に加温された。他の目的に加え、これらの試験ではこうしたモーターの最大の温度での性能が確認された。
2011年6月17日、エアロジェット社は推力が海面高度で2.2MNに増強されたNK-33エンジンの国内版を開発・生産するため、テレダイン・ブラウン社との戦略的な提携を発表した。このブースターはSLS打ち上げ機用のシャトル派生型固体燃料ブースターと対抗し、競争するものである。

### 第2段
SLSは、その多様な形態において、幾種類かの第2段を採用する。
ブロック0
第2段を搭載しない。
ブロックI
デルタ極低温第2段ロケット（DCSS）1基。これはInterim Cryogenic Propulsion Stage（直訳すれば中間極低温推進段、iCPS）として呼ばれた。2012年の時点では、アトラスVもしくはデルタIVの上段ロケットの利用がオプションとして注記されていた。
ブロックIA
大型の極低温推進段1基。SLS用に特別開発され、液体水素燃料と液体酸素を酸化剤として駆動する。この105tロケットはSLS-3において最初の打ち上げが実施される。2012年時点では、NASAにより4種の形態が研究中であり、2種類のみが生産されるとされていた。
ブロックIB
CPSは4機のRL10A-4-2エンジンと8.4mのフェアリングで構成され、LEOへは105tが送られる。
ブロックII
完全に開発完了した地球離脱ステージであり、3機のJ-2Xエンジンで駆動される。この進化した130tロケットは2030年代になるまで出現しない。ブロックIAと同様、この機体は4種類の対応する形態がNASAで研究中である。

### 組み立てられたロケット
発射前のSLSは、発射中止や発射の遅延のために、最小で13回のタンク注入サイクルを容認する能力を持つ。組み立てられたロケットは最短で180日間発射台に据え続けることができ、待機の形態では解体する必要なしに、少なくとも200日は据え続ける事ができる。
また、機体を自機との重さに耐えられるように極力軽くするために溶接方法はNASAで極限まで技術向上させた摩擦攪拌接合によるものである。つまり、重量はSLSにとって機体を守るため最重要問題である。

### 計画の経費
2011年9月、上院とNASAの共同で行われたプレゼンテーションにおいて、SLSプログラムでは2017年までを通じて180億ドルの開発経費を計画したことが明確に示された。うち100億ドルがSLSロケット用、60億ドルがオリオン多目的有人機用、また20億ドルがケネディ宇宙センターの発射台ほか施設のアップグレード用である。こうした経費と予定は、ブーズ・アレン・ハミルトン社によれば楽観的と考えられている。この企業はNASAのために独自の経費評価を実施した。非公式なNASAの文書では、2025年までの計画の経費につき、4基の70tロケット（2017年に無人で1機、2021年に有人で3機を開始）を発射するために総額で410億ドルかかり、130t型は2030年より早く準備されないとも見積もっている。またHEFTでは、ブロック0のユニットコストに16億ドルが必要だったと推定している。
NASAのSLS代表計画マネージャーであるジョディ・シンガーは、アラバマ州ハンツビルにあるマーシャル宇宙飛行センターに所属している。彼は発射能力上、経費への比較的少ない依存により、SLSの経費目標としては発射ごとに5億ドルが手頃であることを示唆した。
膨大なコストと予算の超過はたびたび問題となり、2025年5月に発表されたトランプ政権のNASA予算案において、SLSは3号機を最後に段階的に縮小し、その後は「よりコスト効果の高い商業システム」にシフトする方針が示された。

## 打ち上げ一覧
| No | 打ち上げ日時 (UTC)    | ミッション    | 型式       | 結果 | 備考                                                                    |
| -- | --------------------- | ------------- | ---------- | ---- | ----------------------------------------------------------------------- |
| 1  | 2022年11月16日6時47分 | アルテミス1号 | ブロック1  | 成功 | 月周辺を航行する、無人のオリオン/MPCVの打ち上げ。                       |
| 2  | 2026年4月             | アルテミス2号 | ブロック1  | 予定 | 4名の乗員を乗せたオリオンMPCVを月周回軌道へ打ち上げる。                 |
| 3  | 2027年中旬以降        | アルテミス3号 | ブロック1  | 予定 | スターシップ HLSと共に行われる、有人月着陸ミッション。                  |
| 4  | 2028年9月以降         | アルテミス4号 | ブロック1B | 予定 | スターシップHLSと共に行われる、有人月着陸ミッション。                   |
| 5  | 2029年                | アルテミス5号 | ブロック1B | 予定 | 月軌道プラットフォームゲートウェイ, International Partner Habitatの搬入 |

## 提案されたミッションと予定
14種程度が現在提示中であり、設計の参考とするための任務が含まれる。
- ISSへのバックアップ人員の輸送 -- もし商業有人飛行開発プログラムが実現しない場合、iCPSなしでブロック1SLSにオリオンMPCVを搭載し、単機打ち上げミッションでISSへ4名の宇宙飛行士を打ち上げる。この可能的なミッションは2010年NASA授権法により命じられたもので、ここで言及される任務の要件は、70t級のSLS及び地球周回軌道外の性能を持つオリオンが高価かつ高性能すぎることから、好ましくないものと考えられている。現在の説明は「もし他の機体がこの役割を果たせない場合、搭乗する人員また貨物をISSに輸送する。任務期間は216ミッション日。1日に6名搭乗。ISSにおいて最高210日。」となっている。
- Tactical Timeframe DRMs（直訳すれば戦術的時間枠での設計参考用任務）
  - 地球周回軌道外（BEO）無人月接近通過 -- 探査ミッション1（EM-1）はSLS-1を再分類したものであり、ブロックI SLSによる打ち上げミッションである。SLSに載せられたiCPSと月用ブロックIオリオンMPCVの離陸重量は約62.2t、軌道投入時の搭載物重量は50.4t。これは6日から10日の試験任務となる予定で、1日は月の周囲を飛行する。現在の説明では「無人月接近通過。地球周回軌道外（BEO）の無人任務であり、重要任務のイベントを試験し、また関連した環境での性能を実証する。予期される運行は以下を含む。SLSおよびICPSの性能、MPCVの環境、MPCVの再突入速度、および地球周回軌道外での活動」EM-1の概要は以下の通りである。「概念上のミッションイベント順序：1）SLSは高い遠地点を持つ軌道にオリオンを打ち上げ、その一方で第1段の処理を強制される。2）キックステージ（未定）が、安全高度まで軌道の近地点を上げるために燃焼を実施する。3）キックステージ（未定）がTLI燃焼を実施する。4）3日から5日の通過期間。5）月の接近通過。6）3日から5日の通過期間。」
- Strategic Timeframe DRMs（直訳すれば戦略的時間枠での設計参考用任務）
  - 対地静止軌道（GEO）周辺任務 -- 対地静止軌道への、180日で分割された2機発射任務である。最初の発射はCPSと貨物運搬機を載せたSLSから構成される。また第2はCPSとオリオンMPCVを搭載したSLSである。両方の発射とも約110tの重量を有する。
  - EML-1と、月低軌道から月面でのミッションにわたる、2020年代早期に可能となる一揃いの月ミッション。これらの任務は国際的な面および商業と結びついた月面基地に至る。
    - 最初の2つの任務はCPMおよびオリオンMPCVを搭載したSLS単機の発射であり、EML-1またはLLO（月低軌道）飛行が行われる。この際の打ち上げ重量はそれぞれ90tと97.5tである。LLO任務は有人で12日行程、うち月軌道に3日のミッションとなる。2012年現在の説明では「月低軌道（LLO）。LLOへの有人任務である。予期される運行は以下を含む。SLS、CPSの性能、MPCV再突入速度、およびMPCVのためのLLO環境。」
    - 2020年代後期に設定される月面ミッションは、120日で分割された2機発射となるものとされている。これは90日の任務であり、うち月面にいる期間は7日である。第一の発射は　SLSにCPSとアポロ月着陸船を搭載して構成され、第二のものはSLSにCPSとオリオンMPCVを搭載する。両機とも、月の赤道または極地に選択された地点への着陸に先立ち、月軌道でのランデブーのために月低軌道に入る。発射された際の重量は各々130tと108tである。現在の説明では「月面遠征（LSS）。赤道もしくは極地部分の月面に乗員4名を着陸させ、地球へ帰還させる。」「予期される運行は以下を含む。MPCVを月低軌道環境で操縦する。MPCVの無人フェイズ、MPCVのデルタV条件、RPOD（ランデブー、近接操縦およびドッキング）、MPCV内の幾日かの居住。」

  - 5つの地球近傍アステロイド（NEA）への任務が、最小から最大限の範囲の可能性で研究中である。
  - 火星の衛星であるフォボスおよびデイモスの先遣作業、火星の月への柔軟性のある航路を探る有人任務。この過程には、火星周辺および金星の接近通過を経て帰還する40日が含まれるものとされる。
  - 火星着陸の先遣作業は500日かそれ以上を要する有人任務で、赤い星の地表を探査する。野心的な提案には、核熱ロケット（nuclear thermal rocket、NTR）による7機のSLS HLVを発射する計画を含む。7機の搭載物は、火星への行程のため、低軌道にて3区分された機体に組み立てられる。MLV貨物機、MLV居住機、MTV搭乗員輸送機である。
- SLS DoD任務。このHLVは国防総省もしくは他のアメリカ政府機関のために建造利用されるもので、軍用もしくは機密の任務のために発射される。
- 商用の搭載物。例えばビゲロー商業宇宙ステーションのようなものも参考とされている。
- 追加的な「二次的搭載物」がEncapsulated Secondary Payload Adapter（直訳すればカプセル化二次搭載物アダプター、ESPA）リングによりSLSに据え付けられる。これはSLSの搭載容量を最大にし、「主要な乗客」と合同で発射することができる。
- 可能性のある任務として、エウロパとエンケラドゥスからのサンプル回収ミッションが既に示されている[44]。

以下は「最悪のケース」での予算案に基づく非常に予備的かつ非公式な予定表であり、初期のSLSの飛行と同じく概説である。
| ミッション              | 予定日時 | 型式       | 注記 |
| ----------------------- | -------- | ---------- | --- |
| Artemis 6               | 2029年   | ブロック1B | 月軌道プラットフォームゲートウェイ, ESPRIT及びU.S. Utilization Moduleの打ち上げ、並びにL2点のSouthern Near Rectilinear Halo Orbit (NRHO-S) 上でPPEと結合 |
| Artemis 7               | 2030年   | ブロック1B | 月軌道プラットフォームゲートウェイ, 最初のロジスティクス・モジュール及びロボット・アームの搬入                                                           |
| Artemis support mission | 2030年   | ブロック1B | 月軌道プラットフォームゲートウェイ, U.S. Habitatの搬入                                                                                                   |
| SLS-9                   | 未定     | ブロック1B | 月軌道プラットフォームゲートウェイ, 乗員4名のオリオンMPCVがエアロック・モジュールを搬入。                                                                |
| SLS-10                  | 未定     | ブロック1B | 貨物機打ち上げ。 |
| SLS-11                  | 未定     | ブロック1B | 有人機打ち上げ。 |
| SLS-12                  | 未定     | ブロック2  | 新規形態の貨物機を打ち上げる。 |
| SLS-13                  | 未定     | ブロック2  | 新規形態の有人機を打ち上げる。 |

## 批判
SLSは、多額のコスト、民間の関与の欠如、スペースシャトルのコンポーネントを使うよう義務付けたことによる競争の排除と言った点で批判を受けている。

### コスト
2011年、下院議員のトム・マクリントックと他のグループは会計検査院 (GAO) に対して、議会がNASAにSLSにスペースシャトルのコンポーネントを使うことを強制する命令を出したのは、既存のシャトルのサプライヤーに契約を保証する、事実上非競争的な要件であると主張、契約競争法 (CICA) 違反の可能性で調査するよう要請した。同年9月、宇宙競争専門委員会 (Competitive Space Task Force) も、新ロケットに対する議会の命令はNASAの憲章や宇宙法を直接侵犯するものであるとし、また1998年の商業宇宙法はNASAに「民間企業の可能な限り最大限の関与」と「宇宙の完全な商業利用の、現存する最も大きな可能性を追求し、促進すること」を追求するよう要求していると述べた。SLSの反対派は、SLSは実際には「議会・ローンチ・システム」(Senate launch system) だと批判しており、この表現は2021年にNASAの監察官が「ロケットの総コストは2025年までに270億ドルに達する」とSLS計画を批判した際にも使用されている。
NASA副長官のロリ・ガーバーは退任後の2014年、SLSとマーズ2020のローバーは中止すべき2大プロジェクトだと語った。天文学者のフィル・プレートも、進行中の商業乗員輸送開発 (CCDev) とSLSの予算のトレードオフから批判を行った際に、ガーバーの指摘に言及している。2019年、GAOはコストの超過とスケジュールの遅延にもかかわらず、NASAが開発元のボーイングに対して「good」や「excellent」といった評価を行い2億ドル以上を与えていたことを明らかにした。2019年時点ではSLSの初打ち上げは2021年が予定されていた。

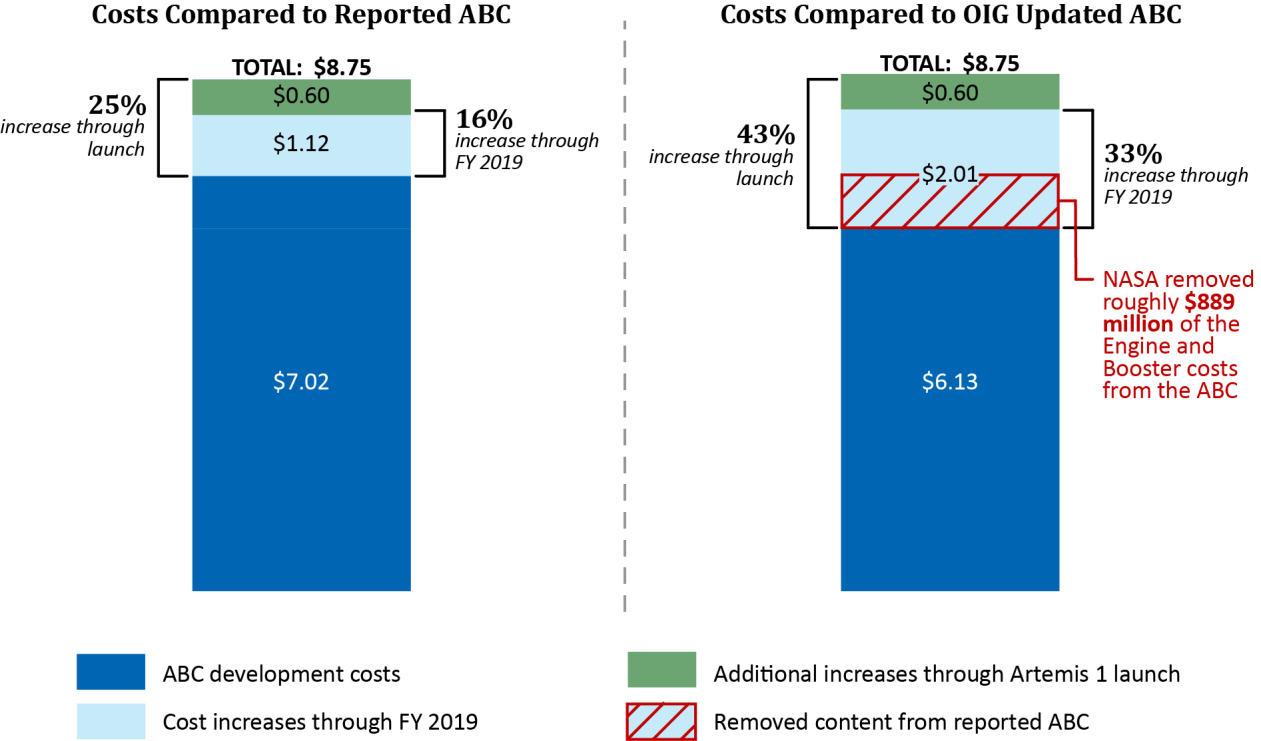
2020年3月の監察官レポートの図表。NASAがSLSの予算を更新せず、ブースターのコスト（8億8900万ドル）をSLSから他のコストセンターに付け替えることで、コスト増加を「隠蔽」する会計操作を行ったことを示している

2020年3月の監察官レポートでは、NASAがSLSの予算を更新しないまま、SLSのブースターに関する8億8900万ドルのコストを付け替えたことを報告している。これにより2019年度のSLSの予算超過は15%に抑えられていた:22。予算超過が30%を超える場合、NASAは議会にその旨を通知し、議会が再承認して追加資金を提供しない限り、予算を停止させなければならなかった:21–23。監察官レポートでは、このコストの「隠蔽」が無かった場合、2019年度の予算超過は33%に上ったと報告している:iv,23。GAOは「NASAのコスト増に対するこうしたやり方は、計画のコストパフォーマンスの分析を誤らせる」と述べている:19–20。
2020年5月1日、NASAはエンジンを開発するエアロジェット・ロケットダインに対して、追加のRS-25エンジン18基と関連サービスを17億9000万ドルで契約、RS-25の契約総額は約35億ドルとなった。Ars Technicaのジャーナリストのエリック・バーガーは、この結果RS-25の1基辺りの平均コストは1億4600万ドルとなり、SLSは4基のRS-25を使用するため、打ち上げ1回ごとにエンジンだけで5億8000万ドルが掛かると指摘した。バーガーは、RS-25エンジン1基分のコストで、RS-25より強力なRD-180エンジンを6基購入可能であると、またそもそもSLSの3分2の性能を持つファルコンヘビーロケット自体でさえ購入可能であるともコメントしている。
SLSの初期設計と開発を監督したNASA長官のチャールズ・ボールデンもまた、退任後の2020年9月のポリティコのインタビューで、SLS計画の批判を行っている。ボールデンは「SLSは中止されるだろう…ある時点で民間企業が追い付くからである」「彼らは実際に、NASAのSLSよりも遥かに安い価格で飛行できるSLSのような大型ロケットを作ろうとしている」と述べた。

### 代替案

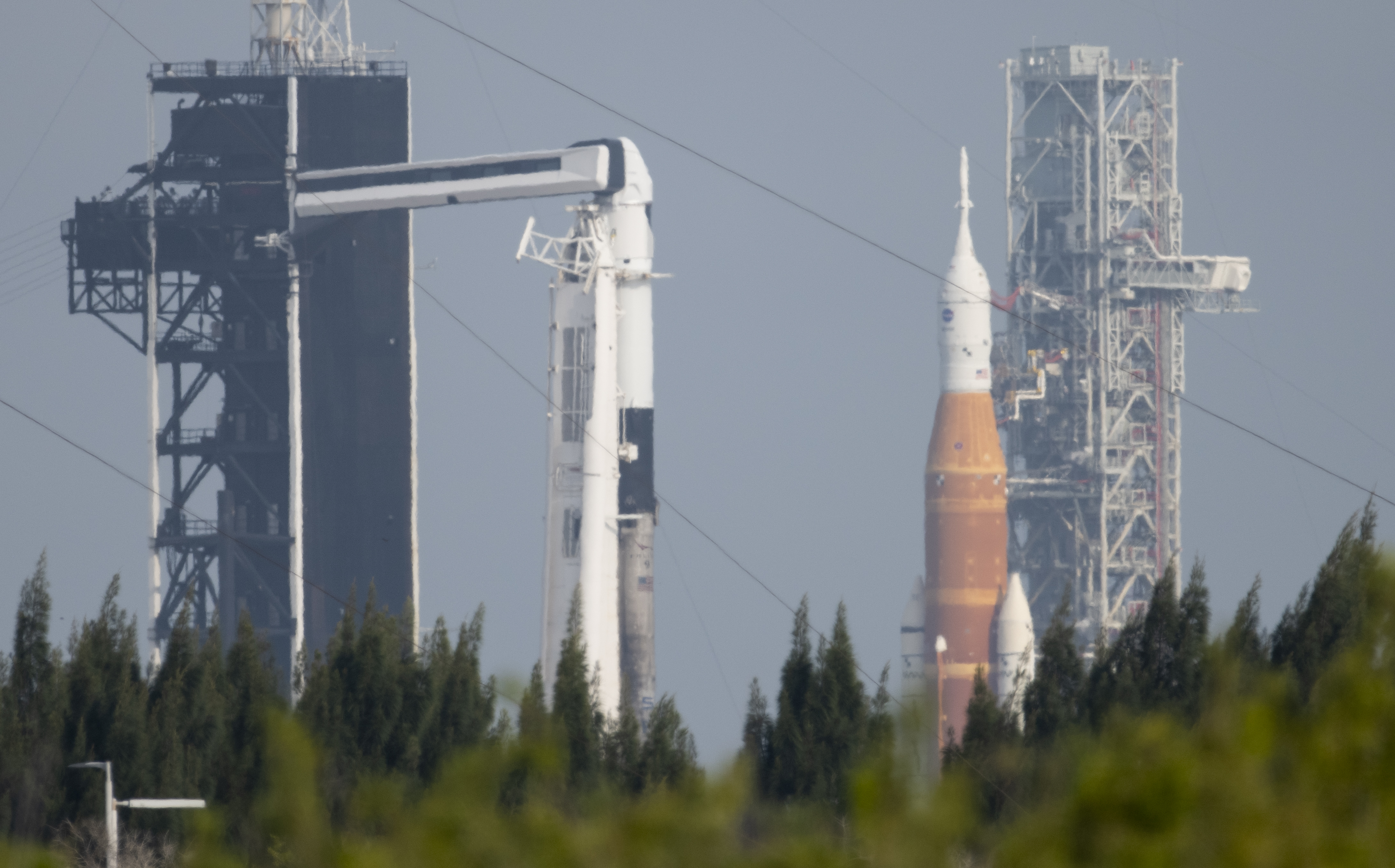
ケネディ宇宙センターLC-39のSLSとファルコン9ロケット。前者はアルテミス1号の、後者はAxiom Mission 1の準備中

2009年、オーガスティン委員会は、より運用コストの低い75t級の商用ロケットを使用することを提案し、また月探査を支援するのには最低限40-60tの打ち上げ能力が必要であると述べた。2011年から2012年にかけて、スペース・アクセス・ソサエティ、宇宙フロンティア財団、惑星協会といった団体が、SLSはNASAの予算から他のプロジェクトの資金を使い果たしてしまうとして、プロジェクトの中止を訴えた。下院議員のダナ・ローラバッカーらは、SLSに代えて軌道上燃料補給の開発と商業乗員輸送開発 (CCDev) を加速すべきだと提案した。
NASAの内部研究とジョージア工科大学の研究では、このオプションが安くなるだろうことが示されている。2012年、ユナイテッド・ローンチ・アライアンス (ULA) も既存のロケットを使用して、必要に応じて軌道上で組み立てや燃料補給を行う案を提案した。こうした提案は、SLSの設計に競争が欠如していたことを浮き彫りにした。 後の2019年、ULAの元職員は、当時SLSの主開発元であるボーイングが軌道上燃料補給技術をSLS計画への脅威とみなし、技術開発への投資を妨害したと主張した。2011年、火星協会とマーズ・ダイレクトの創案者のロバート・ズブリンは、このような大型ロケットは固定価格の提案依頼書で50億ドルで開発されるべきだと述べた。2010年、スペースXのCEOイーロン・マスクは、彼の会社は打ち上げ能力140-150tのロケットを25億ドルで開発し、1回あたり3億ドルで打ち上げることができると主張し、実際にスターシップ HLSはNASAに選定され、2020年にアルテミス計画向けで1号機の開発費用28.9億ドル、2022年2号機は11.5億ドルでNASAと契約された。